# Achyrospermum mildbraedii
Achyrospermum mildbraedii là một loài thực vật có hoa trong họ Hoa môi. Loài này được Perkins mô tả khoa học đầu tiên năm 1907-1908 publ. 1913.